# Enoteca (restaurant)
L'Enoteca, també anomenada Enoteca Paco Pérez, és un restaurant ubicat a l'Hotel Arts de Barcelona i dirigit pel xef Paco Pérez.
L'Enoteca es va inaugurar l'any 2008, i des d'aleshores ha rebut dues estrelles Michelín, la primera, l'any 2010, i la segona, el 2013.